# Плави свијет
„Плави свијет” је југословенски кратки филм из 1969. године. Режирао га је Томислав Курелец који је написао и сценарио.

## Улоге
| Глумац          | Улога |
| --------------- | ----- |
| Јагода Калопер  |       |
| Здравко Поста   |       |
| Војко Саболовић |       |